# Nieuwendammerkerk

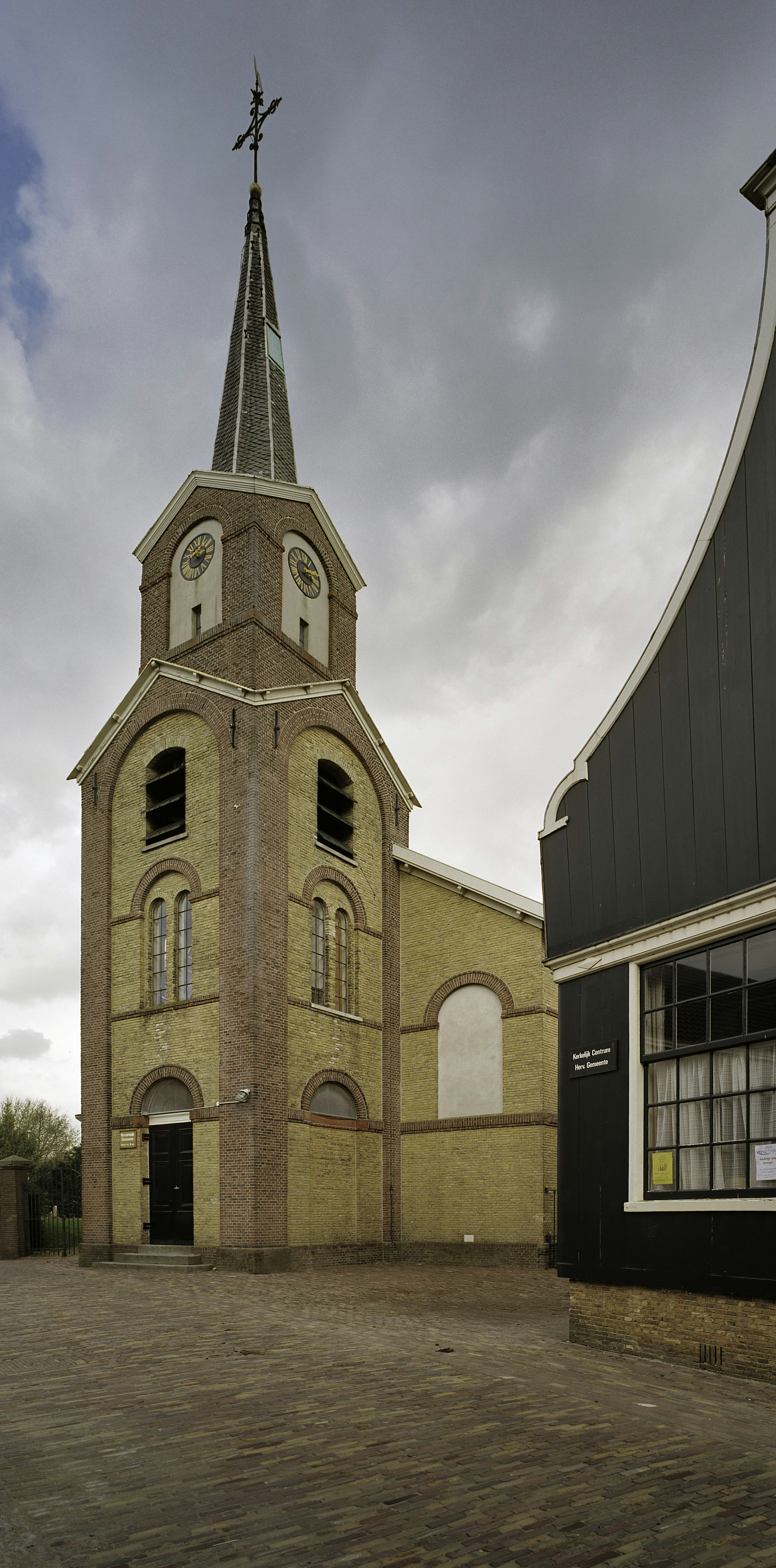
Nieuwendammerkerk

De Nieuwendammerkerk is de dorpskerk van het dijkdorp Nieuwendam in Amsterdam-Noord. Het kerkgebouw staat niet langs de Nieuwendammerdijk, maar iets lager daarachter aan het Brede Kerkepad. Het is mooi gelegen dorpskerk met omringend kerkhof.

## Geschiedenis
De Nieuwendammerkerk is een zaalkerk, gebouwd in 1848-1849, ter vervanging van een kleiner en ouder kerkgebouw. De kerk werd gebouwd in opdracht van de Hervormde Gemeente Amsterdam. De eerste steen werd gelegd door de zoon van de predikant dr. D.G. van der Horst (waaraan de initialen op deze steen nog herinneren). De kerk is gebouwd in een sobere eclectische stijl.

### Omschrijving
Het is een rechtgesloten eenvoudige zaalkerk, opgetrokken uit een combinatie van gele IJsselstenen en rode baksteen op een hardstenen plint. Het heeft een met rode pannen gedekt zadeldak dat niet alleen op de zijmuren rust maar inwendig mede wordt opgevangen door in de zijmuren verwerkte schoren. De kerk heeft een frontaal geplaatste vierkante toren met smallere bovenbouw en achtzijdige met leien gedekte naaldspits met sierlijk gesmede bekroning.
De zaalkerk heeft inwendig een bijzonder houten kap verwant aan het Engelse 'Hammerbeam'-type, waarbij de spanten voorzien zijn van steekbalken. De grafzerken zijn nog afkomstig uit de oude kerk.
De eikenhouten 17de-eeuwse preekstoel is versierd met Ionische colonetten. De figuren in het gesneden fries symboliseren de kardinale deugden Geloof, Hoop en Liefde en Waarheid en Gerechtigheid.
In de cartouches van de panelen geschilderde bloemen en een zwaan met de letters SD, waarschijnlijk verwijzend naar Sunderdorp, de gemeente waarvan Nieuwendam eens deel uitmaakte. De toren bevat een klok met het randschrift: "Laus Deo in Aeternam - Henricus Vestrinck Mefecit - Campis anno 1644" (Lof zij God in eeuwigheid, Henricus Vestrinck heeft mij gemaakt te Kampen in 1644).
In de kerk is een peilsteen waarop is aangegeven hoe hoog de maximale stand van het water was bij de overstroming van 1916.

## Orgel
Achter in de kerk is een twee-klaviers mechanisch orgel, oorspronkelijk met aangehangen pedaal, in 1849 gemaakt door J. Hoffmeyer. Gerestaureerd in 1980 door de firma Kaat en Tijhuis Orgelmakers uit Kampen. In 2010 nam de kerk haar Hoffmeyerorgel weer in gebruik. Het tweeklaviers instrument (dertien stemmen) is uitgebreid gerestaureerd door Kaat en Tijhuis. Uitgangspunt voor de restauratie was het herstel van de oorspronkelijke toestand waarin Hoffmeyer het instrument in 1849 opleverde, met behoud van de toevoegingen van Fonteyn en Gaal in 1978.